# William Nakin
William Nakin est un homme politique papou-néo-guinéen.

## Biographie
William Nakin est né le 10 décembre 1950. Il grandit sur l'île de Bougainville durant la période coloniale australienne, et obtient un diplôme de licence en études commerciales (en) à l'université de technologie de Papouasie-Nouvelle-Guinée à Lae en 1974, l'année qui précède l'indépendance du pays. 
Longtemps directeur général d'une entreprise à Buka, il entre au Parlement national aux élections de 2017 comme député de la circonscription de Bougainville-nord, avec l'étiquette du Parti de l'alliance nationale. Simple député d'opposition face au gouvernement de Peter O'Neill, puis de la majorité parlementaire du gouvernement de James Marape à partir de 2019, il est élu assistant auprès du président du Parlement en septembre 2020.
Atteint par un accident vasculaire cérébral le soir du 10 juillet 2022, il est hospitalisé à Buka puis évacué par hélicoptère vers l'hôpital de Port-Moresby, où il meurt le 12 juillet. Il décède durant les élections législatives de 2022, auxquelles il était candidat à sa réélection,. Il est réélu post-mortem.